# Bagoué
Bagoué és una de les 31 regions de Costa d'Ivori. Bagoué està situat al nord-oest del país, al Districte de les Sabanes. La seva capital és la ciutat de Boundiali i té una població de 375.687 habitants.

## Situació geogràfica i regions veïnes
Bagoué està situat al nord de Costa d'Ivori i és veïna de la República Mali, que està al nord de la regió. A l'oest limita amb Folon i amb Kabadougou, al sud limita amb Worodougou i amb Béré i a l'est limita amb Poro, regió central del districte de les Sabanes de la que forma part Bagoué.
Boundiali, la seva capital, està a 104 km a l'oest de Korhogo, capital del districte i de Poro. Les dues ciutats estan unides per la carretera A-12.

## Geografia
El riu més important de la regió és el Bagoé, riu de 350 km de longitud que és afluent del riu Bani, que al seu temps és afluent del Riu Níger.

## Subdivisions administratives
La regió de Bagoué està subdividit en els departaments de Boundiali (127.684 habitants), de Kouto (129.598 habitants) i de Tengréla (118.405 habitants).

## Població
La regió de Bagoué, segons el cens preliminar del 2015, té 375.687 habitants.

## Infraestructures i transport
Les carreteres més importants de la regió de Bagoué són la A-5 (nord-sud) i la A-12 (est-oest). També hi ha les carreteres B-315 i B-316.
A la regió hi ha l'aeroport de Boundiali, que té el codi BXI a Flighstats.